# Orogene ineenstorting
Orogene ineenstorting (Engels: orogenic collapse) is het tektonische proces van de ineenstorting van een gebergte door extensietektoniek, als gevolg van het overgewicht van de bergmassa en het verdikken van de korst. Deze ineenstorting is een late fase in de orogene cyclus. De ineenstorting van een gebergte begint vaak nog terwijl het gebergte actief groeit, en gaat verder nadat de gebergtevorming ten einde komt. Als gevolg van de ineenstorting ontstaan afschuivingen, vaak parallel aan de as van het gebergte. Als de extensie aanhoudt ontstaan intramontane bekkens. Meerdere intramontane bekkens op een rij geven een Basin and range-topografie van bergketens die door langgerekte vlaktes gescheiden worden.